# Saint-Stanislas, Mauricie
Saint-Stanislas är en kommun i provinsen Québec i Kanada. Den ligger i regionen Mauricie, i den sydöstra delen av landet, 280 km nordost om huvudstaden Ottawa.